# 曲刃龙属
俄罗斯曲刃龙（学名：Makhaira rossica）是属于上龙科的海生爬行动物已灭绝属种。其生存于早白垩世（距今约1.3亿年的豪特里维阶）期间，化石发现于俄罗斯。

## 描述
该动物的化石虽然零碎，但足以区分其与其它类似蛇颈龙目。曲刃龙长约5（16英尺），像其它近亲一样拥有矮壮的躯干及四条大型鳍状肢。颅骨修长，尤其是吻部区域，且生有几颗锋利的牙齿。牙齿特征极为独特。其在交叉视图中呈三角形，具有龙骨或沟槽，边缘生有小齿，还有高度大于宽度的隆起。小齿长度多变，使牙齿边缘呈波浪形。首颗牙齿自前颌骨突出，下颌骨联合（颌骨两部分融合处）很长，两侧各有至少十个齿槽。面部长而直，无任何侧向扩张。

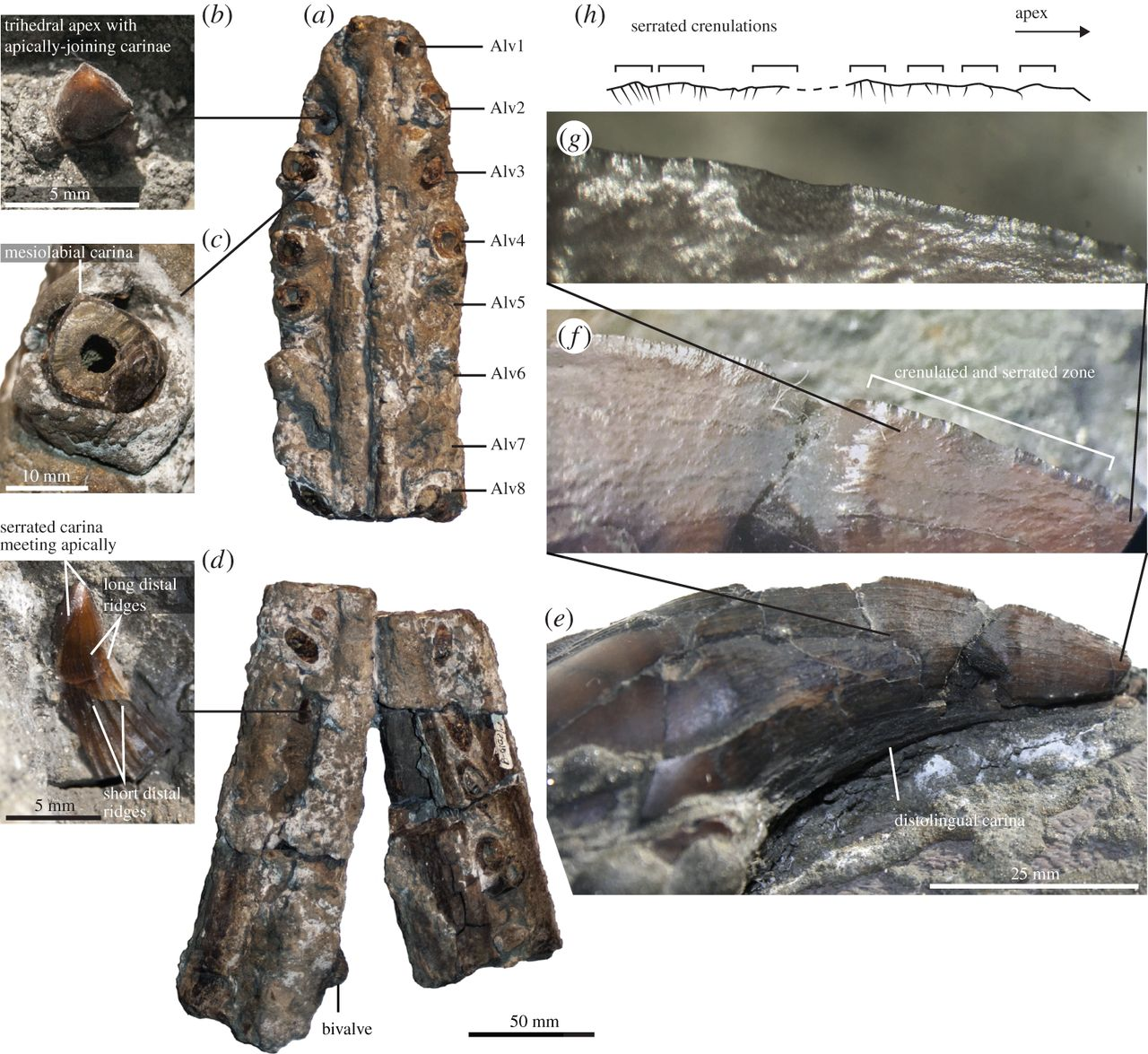
俄罗斯曲刃龙的牙齿及下颌。

## 分类
俄罗斯曲刃龙于2015年根据俄罗斯乌里扬诺夫斯克州伏尔加河附近发现的化石遗骸首次描述。这种爬行类显然是上龙科成员，而上龙科是一个以短颈和大头为特征的蛇颈龙类群。与大多数其他白垩纪上龙不同，曲刃龙体型并不大，貌似接近称作短颈龙亚科的演化支的起源，其中包括短颈龙和巨头龙，后者生存于几百万年后且体型更大。

## 古生物学
正如轻微弯曲且有锯齿的牙齿所示，曲刃龙可能种以大型动物为食的掠食者。独特的牙齿表明，与其它白垩纪上龙相比，曲刃龙可以多种猎物为食。曲刃龙牙齿特征亦近似鳄形超目的中喙鳄科，并引起了该类群是否持续存在至白垩纪末期的疑问——而正如意大利西西里阿普第阶单个牙齿的发现所示。